# Svjetsko prvenstvo u košarci – Brazil 1963.
Svjetsko prvenstvo u košarci 1963. održano je u Brazilu 1963. godine.
Za reprezentaciju Jugoslavije nastupili su ovi hrvatski igrači: Josip Đerđa, Zvonko Petričević, Nemanja Đurić i Dragan Kovačić.